# Neoplasta scapularis
Neoplasta scapularis är en tvåvingeart som först beskrevs av Friedrich Hermann Loew 1862.  Neoplasta scapularis ingår i släktet Neoplasta och familjen dansflugor. Inga underarter finns listade i Catalogue of Life.